# カトマイ国立公園
カトマイ国立公園（かとまいこくりつこうえん、Katmai National Park and Preserve）は、アラスカ州南部にある米国の国立公園。1万本の煙の谷(Valley of Ten Thousand Smokes)とヒグマで有名である。公園の広さは、19,122 平方キロメートル (7,383 平方マイル)で、関東平野並みの広さがあり、公園の大半の地域に当たる13,696 平方キロメートル(5,288 平方マイル)は、自然保護区域に指定されている。公園の名称は、その目玉である成層火山・カトマイ山(Mount Katmai)に因んで名付けられた。年間の来訪者数は、68,630人(2006年)。

## 公園の歴史
1980年12月2日に設立されたこの公園は、アラスカ半島に位置し、コディアック島(Kodiak Island)の真向かい、公園の本部は近くのキングサーモン、アンカレッジの南西の空路約290マイルに位置している。元々は、1918年9月24日、ノバルプタの1912年の大噴火によって形成された特異な地形を守るため、国定公園に指定された。この噴火の火砕流により、広さ100 平方キロメートル (40平方マイル)、深さ100から700フィートにも及ぶ、「1万本の煙の谷」(Valley of Ten Thousand Smokes)が生まれた。この名の由来は、谷のいたるところから噴出物の余熱による蒸気が吹き上がっていたことにちなむ。

## アトラクション
公園では、ハイキング、トレッキング、キャンプ、山スキー、釣り、カヤック、ボートツアーができる。公園内には少なくとも14の活火山があり、最近ではフォーピークト火山(Fourpeaked Volcano)が、10,000年以上の休止の後、2006年9月17日より活動を再開した。公園には、パレオアークティック(Paleoarctic)様式からチューレ(Thule)様式までの先史時代の長い居住の歴史を示す無数の遺跡がある。
カトマイは、またヒグマ、サケ、ラッコ、クジラ、ホッキョクジリス、ビーバー、ライチョウが生息することでよく知られ、川に遡上するサケはクマと人を惹きつけている。世界最多のヒグマが保護されており、その数は2,000頭以上と見積もられている。クマは、ブルックス滝に特によく集まる。そこにはクマ観察用の展望台があり、著名なヒグマの写真の多くがここで撮影されてきた。
来園者の大多数は、ブルックス・キャンプ(Brooks Camp)を訪れる。ブルックス・キャンプは公園内で唯一の開発された場所であり、クマ観察用の展望台以外の場所での数少ない冒険である。公園保護官は、クマが人間の食べ物を取ったり、人間と対立しないように、大変な注意を払っている。結果として、カトマイ国立公園のクマは他に類を見ないほど人間を恐れず、興味を示さない。そして、公園内の他の場所のクマよりも人々がはるかに近くに寄って（そして写真を撮る）ことを許す。

## ギャラリー

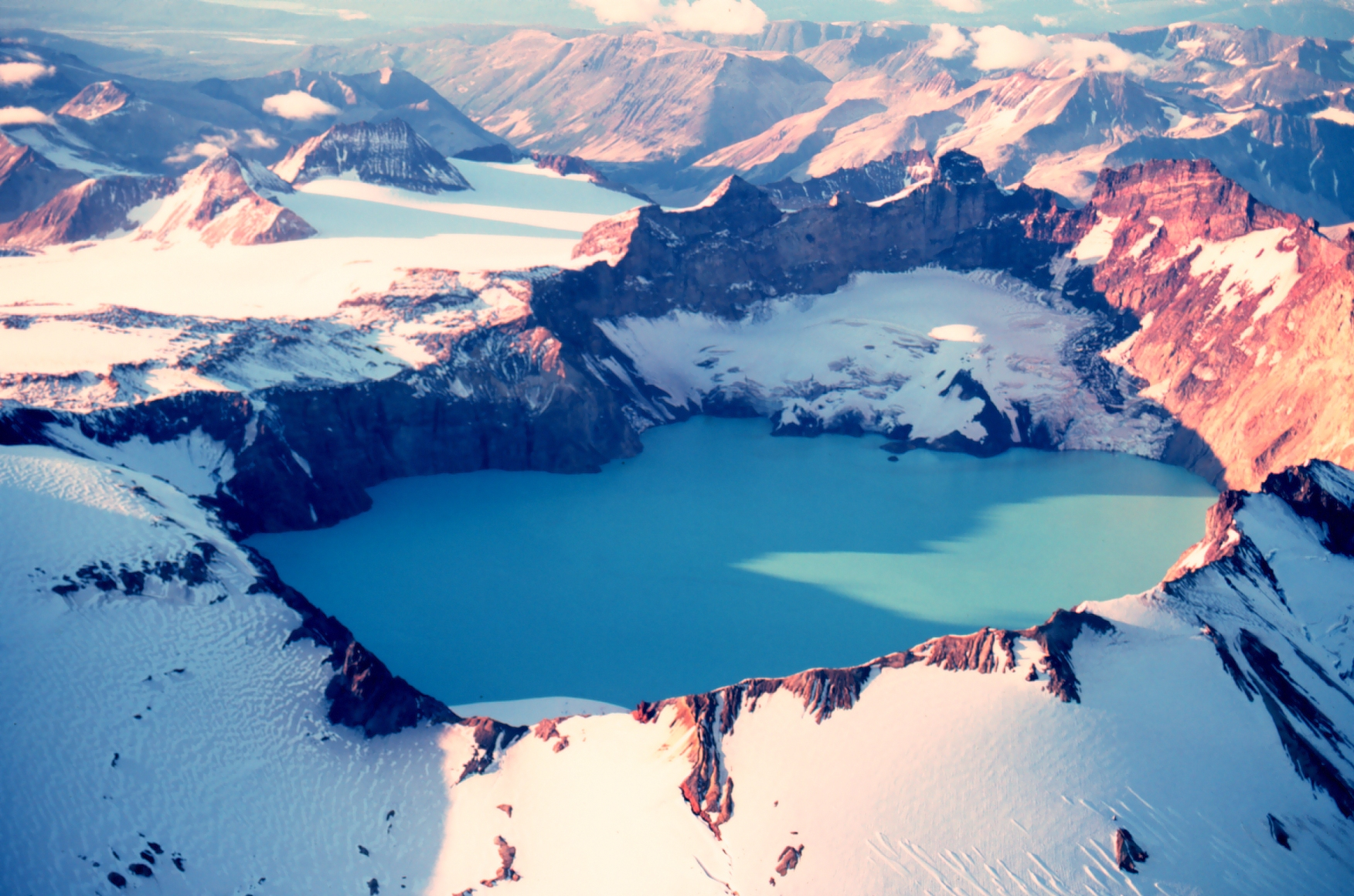
カトマイ山とその火口湖
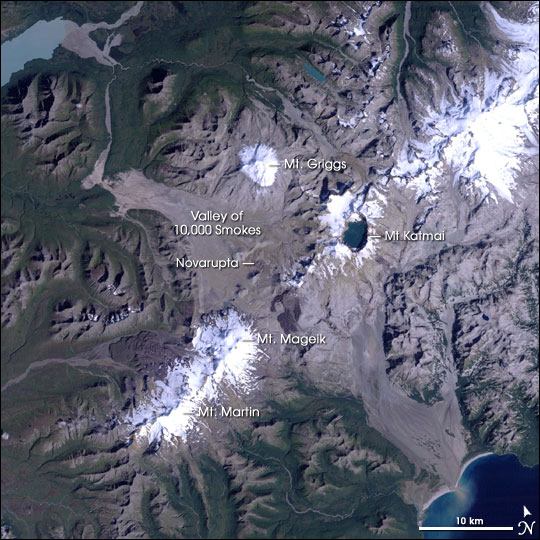
1万本の煙の谷とその周辺地域の衛星写真
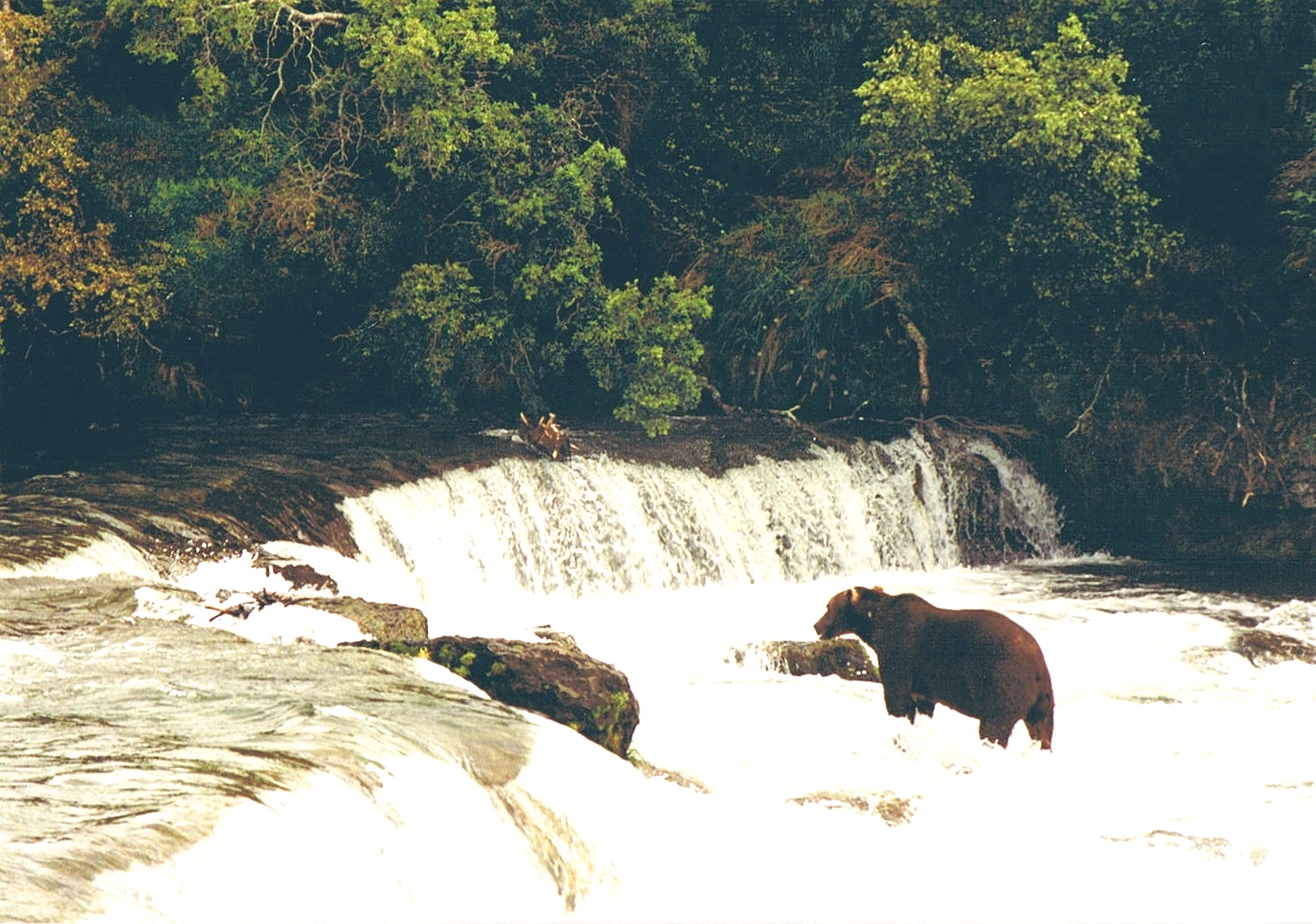
ブルックス滝のヒグマ
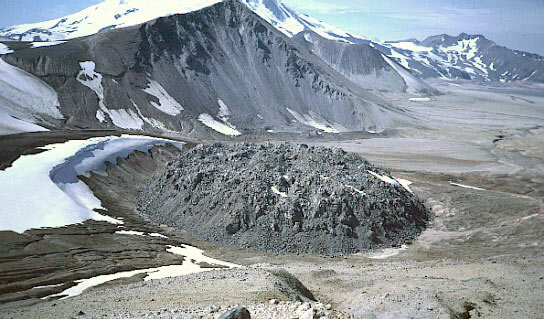
ノバルプタ火山の溶岩ドーム
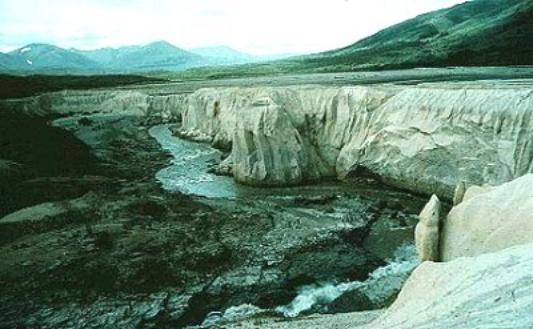
1万本の煙の谷の火砕流の堆積物

## 参照
- 米国における国によって保護された地域の一覧表
- ティモシー・トレッドウェル